# Эстония (Красноярский край)
Эсто́ния — деревня в Нижнеингашском районе Красноярского края России. Входит в состав Новоалександровского сельсовета.

## История
Основана в 1908 году. В 1926 году деревня состояла из 104 хозяйств, основное население — эстонцы. Входила в состав Малиновского сельсовета Нижне-Ингашского района Канского округа Сибирского края.

## Население
| 2010 |
| ---- |
| 146  |